# Inga & Anusz
Siostry Arszakian (orm. Արշակյան քույրեր) – duet muzyczny grający muzykę folkową założony w 2000 roku przez siostry Ingę i Anusz Arszakian (orm. Ինգա և Անուշ Արշակյաններ). 
Duet reprezentował Armenię podczas 54. Konkursu Piosenki Eurowizji w 2009 roku.

## Dzieciństwo i edukacja
Anusz urodziła się 24 grudnia 1980 roku w Erywaniu. W 1994 roku zajęła pierwsze miejsce podczas konkursu muzycznego Zvonkie Golosa organizowanego w Omsku, podczas którego odebrała także nagrodę publiczności. Od tamtej pory zaczęła promować się jako kompozytorka i autorka piosenek. W 1999 roku zadebiutowała jako solistka w Ormiańskiej Narodowej Orkiestrze Filharmonicznej i Chórze. W 2001 roku zakończyła naukę w szkole muzycznej im. Sergeja Aslamazjana w klasie fortepianu i kontynuowała ją na studiach muzycznych im. Arno Babadżaniana. W latach 2001–05 studiowała w Narodowym Konserwatorium Erywańskim na wydziale wokalu jazzowego. 
Inga urodziła się 18 marca 1982 w Erywaniu. Podobnie jak siostra, uczęszczała do szkół muzycznych im. Sergeja Aslamazjana oraz im. Arno Babadżaniana, jednak w klasie skrzypiec. W tym samym czasie pracowała w zespole smyczkowym, z którym koncertowała po kraju. W 1998 roku zdecydowała się na współpracę z Anusz. W 2002 roku ukończyła studia na wydziale instrumentów smyczkowych oraz zaczęła studiować w Narodowym Konserwatorium Erywańskim na wydziale wokalu jazzowego, którego absolwentką została w 2005 roku.

## Kariera muzyczna

### 2000-04:Seasons of Lifeoraz albumyMenk jenk mer sareryiTamzara
W 2000 roku wystąpiły razem w Ormiańskim Narodowym Teatrze Piosenki. We wrześniu 2002 roku wyjechały do Stanów Zjednoczonych w ramach trasy koncertowej razem z innymi solistami teatru. Po koncercie w Teatrze „Alex” w Los Angeles dostały propozycję występów solowych na tamtejszej scenie. W tym samym roku otrzymały nominację do nagrody Sympatia od publiczności podczas festiwalu piosenki Golden Lyre. 
W lutym 2003 roku zaczęły koncertować ze swoim folkowym programem artystycznym Seasons of Life, którego producentem został A. Grigorjan. W marcu siostry zagrały solowe koncerty w Teatrze „Alex”, a także nagrały i wydały swoją debiutancką płytę studyjną zatytułowaną Menk jenk mer sarery (We And... Our Mountains). Po premierze albumu siostry otrzymały zaproszenia na występy m.in. w Nowym Jorku, Toronto, Argentynie i Paryżu. W listopadzie zakończyły współpracę z ekipą odpowiedzialną za program Seasons of Life i zdecydowały się pracować na własną rękę. 
W 2004 roku duet wystąpił na festiwalu Golden Lyre 2004 z własną interpretacją piosenki „Tamzara”, za którą otrzymał pierwszą nagrodę. W grudniu 2005 roku nowa aranżacja utworu wygrała także nagrodę im. Tigrana Naghdaljana podczas gali wręczenia Krajowych Nagród Muzycznych. W 2006 roku ukazała się druga płyta studyjna sióstr zatytułowana Tamzara, na której znalazł się m.in. tytułowy singiel w interpretacji Ingi i Anusz. W 2008 roku siostry zaczęły współpracę z wytwórnią muzyczną SHARM Holding LLC.

### 2009: Konkurs Piosenki Eurowizji iHeartbeat of my Land
W lutym 2009 roku siostry Arszakian zostały ogłoszone finalistkami krajowych eliminacji eurowizyjnych, do których zgłosiły się z utworem „Dżan dżan” będącym połączeniem muzyki folkowej oraz elementów muzyki nowoczesnej. 14 lutego wystąpiły w finale selekcji i zdobyły w nim największe poparcie jurorów i telewidzów, dzięki czemu zostały wybrane na reprezentantki Armenię w 54. Konkursie Piosenki Eurowizji organizowanym w Moskwie. 12 maja siostry wystąpiły w pierwszym półfinale widowiska i z piątego miejsca awansowały do finału, w którym zajęły ostatecznie 10. miejsce z 92 punktami na koncie, w tym m.in. maksymalną notę 12 punktów od Czech. 
W listopadzie 2009 roku ukazał się trzeci album studyjny Ingi i Anusz zatytułowany Heartbeat of my Land. Na płycie znalazł się m.in. singiel „Menq enq mer sarerệ”, który pod nazwą „Our shushi” został hymnem corocznego 12. Ormiańskiego Telethonu. 

### Od 2014:Sketches

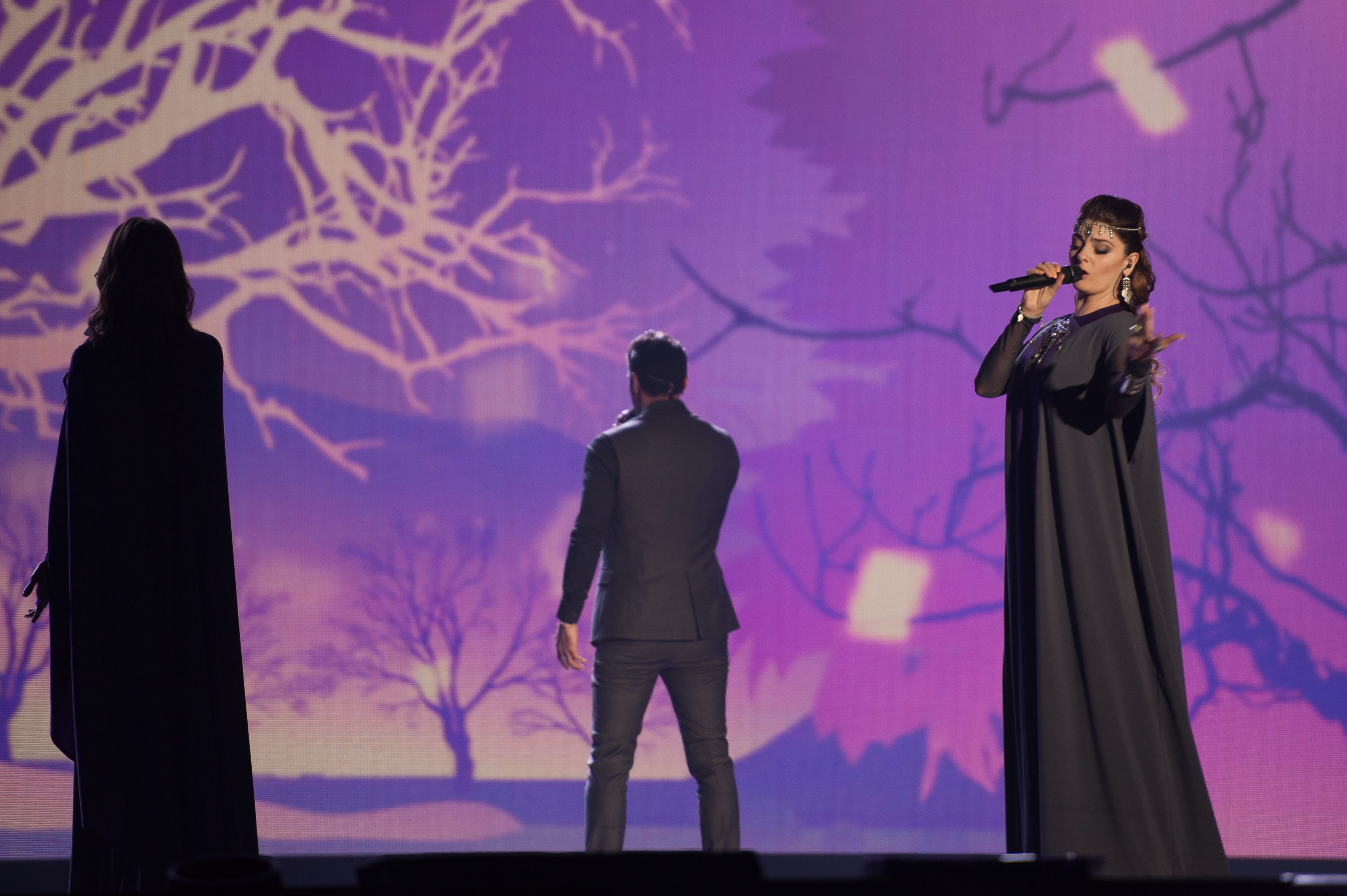
Anusz Arszakian podczas prób do występu w 60. Konkursie Piosenki Eurowizji w 2015 roku

W 2014 roku premierę miał czwarty album studyjny duetu zatytułowany Sketches. 
W marcu 2015 roku Inga została ogłoszona członkinią zespołu Genealogy, który powstał na potrzeby reprezentowania Armenii w 60. Konkursie Piosenki Eurowizji organizowanym w Wiedniu. Zgodnie z zapowiedziami, projekt był nawiązaniem do setnej rocznicy ludobójstwa dokonanego przez Imperium Osmańskie, które przyczyniło się do powstania diaspory ormiańskiej na całym świecie. Zaproszenie Ingi i pięciu innych piosenkarzy z różnych zakątków świata miało symbolizować „miłość, pokój i tolerancję”, a także „zjednoczenie na scenie wszystkich Ormian”, których przodkowie rozproszyli się po wszystkich kontynentach po 1915 roku. 12 lutego premierę miała konkursowa propozycja zespołu, której tytuł w marcu zmieniono z „Don’t Deny” na „Face the Shadow”. 19 maja zespół zaprezentował swój utwór jako drugi w kolejności w pierwszym półfinale i zakwalifikował się do finału, w którym zajął ostatecznie 16. miejsce z 34 punktami na koncie.

## Dyskografia

### Albumy studyjne
- Menk jenk mer sarery/We and Our Mountains (2003)
- Tamzara (2006)
- Heartbeat of my Land (2009)
- Sketches (2014)